# Campsiura ochraceipennis
Campsiura ochraceipennis är en skalbaggsart som beskrevs av Leon Fairmaire 1887. Campsiura ochraceipennis ingår i släktet Campsiura och familjen Cetoniidae. Inga underarter finns listade.